# Ban Shigeru
Ban Shigeru (坂 茂) (sinh 5 tháng 8 năm 1957) là một kiến trúc sư Nhật Bản nổi tiếng ở khắp thế giới với tác phẩm sáng tạo của ông bằng giấy, đặc biệt là ống các tông tái chế được sử dụng để nhanh chóng và hiệu quả xây nhà tạm thời cho nạn nhân thiên tai. Ông được tạp chí Time bình chọn trong danh sách các nhà sáng tạo sẽ đổi mới lĩnh vực kiến trúc và thiết kế vào thế kỷ 21.
Năm 2014, Ban nhận Giải thưởng kiến trúc Pritzker lần thứ 37, giải thưởng uy tín nhất trong kiến trúc. Ban giám khảo giải thưởng này biểu dương Ban vì sử dụng vật liệu một cách sáng tạo và nỗ lực nhằm mục đích nhân đạo khắp thế giới, và gọi ông là "người thầy tận tâm không chỉ là một hình mẫu cho thế hệ trẻ, mà còn là một nguồn cảm hứng".